# Sam Cash
Samuel Ross Cash, detto Sam (13 novembre 1950), è un ex cestista statunitense, professionista nella ABA.

## Carriera
Venne selezionato dai Cleveland Cavaliers al quinto giro del Draft NBA 1972 (66ª scelta assoluta).
Disputò 7 partite con i Memphis Tams nella stagione ABA 1972-73.